# Metaetik
Metaetik avser studiet av etik ur ett semantiskt, metafysiskt och kunskapsteoretiskt perspektiv. Filosofisk etik kan bedrivas på två olika sätt. Dels kan man bedriva normativ etik. Då försöker man svara på frågan: vad är rätt? Dels kan man bedriva metaetik. Då försöker man svara på frågor av en mer fundamental karaktär, som vad man menar när man säger att något är rätt eller fel. Frågorna kan vara 
- semantiska: vad menar vi med ordet "rätt" när vi säger att en handling är moraliskt rätt?
- metafysiska: I vilken mån kan man säga att "rättheten" eller "godheten" existerar i verkligheten? Finns det moraliska fakta?
- kunskapsteoretiska: Kan man ha kunskap om moral? Kan man argumentera rationellt i moraliska frågor? Kan man med hjälp av vetenskapliga metoder avgöra vad som är rätt eller fel?
- logiska: Vilken logisk koppling finns det mellan olika normativa begrepp, såsom tillåtande, obligatorisk, valfri och borde? Detta område kallas även deontisk logik.
- psykologiska: Vad innebär det att ha en åsikt i en värdefråga? Finns det en begreppslig koppling mellan att omfatta en värdeåsikt och att vara motiverad att handla på ett visst sätt?
- begreppsliga: Hur analyserar man bäst begrepp i stil med "bra" eller "dåligt?"

Metaetik kallas ibland värdeteori. Värdeteori kan dock vara ett något vidare begrepp, som innefattar även studiet av andra typer av värderingar än moraliska, till exempel estetiska. De vanligaste typerna av värderingar som studeras är dock de moraliska, varför termerna ofta används parallellt.
Metaetik eller värdeteori studeras i Sverige inom ämnet praktisk filosofi, där denna under 1900-talet haft en mycket stark ställning.

## Historia
Under lång tid drogs ingen klar skiljelinje mellan metaetik och den normativa etiken. Metaetiska teorier förekom ofta inflätade i generellare etiska och filosofiska teorier. Även om de inte har artikulerats lika klart som under 1900-talet, så har dock de flesta av dagens huvudsakliga metaetiska teorier en lång historia. Platon kan ses som en föregångare inom den icke-naturalistiska realismen, medan Aristoteles däremot ofta betraktas som en naturalist. Även de expressivistiska teorierna hade tidiga föregångare, den skotske filosofen David Hume är ett exempel på dessa. 
Under 1800-talet uppstod värdeteorin som ett eget akademiskt ämne  och under 1900-talets analytiska filosofi blev metaetiken klart skild från den normativa etiken, och fick en mycket stark ställning. Detta hänger delvis samman med den semantiska utvecklingen; bland annat inom den logiska positivismen tenderade man att avvisa normativa frågeställningar som ur vetenskaplig synvinkel meningslösa. Många fler analytiska riktningar kom att anamma någon form av expressivism eller icke-realism, även om man inte ville gå lika långt som de logiska positivisterna. Man kan även ta i beaktande den nyansering av meningsbegreppet som skedde inom den analytiska filosofin. Många har emellertid menat att ett meningsfullt språk inte nödvändigtvis behöver vara det informativa; även uttryckande satser är på sitt sätt meningsfulla och tjänar ett syfte. Därför menar man att det inte behöver innebära någon nedvärdering av etiken att förpassa den till det icke-informativas sfär.
Vissa av dagens tänkare har gjort gällande att det inte är filosofens plats att tala om för den vanlige människan vilka etiska principer hon bör leva i enlighet med. De menar istället att en filosofs viktigaste uppgift är att klargöra de moraliska begreppens innebörd och således hålla sig på det metaetiska planet. Andra inflytelserika metaetiker såsom R.M. Hare har menat att en analys av moralbegreppens innebörd och logiska egenskaper ofrånkomligen leder den förnuftige till normativa slutsatser och han förkastar således en stark skiljelinje mellan de två fälten.

## Realism
Det finns två realistiska huvudströmningar som båda brukar gå under benämningen realism eller kognitivism, dessa är realism (ibland kallad objektivism, vilket kan vara förvirrande då detta kan förväxlas med Ayn Rands filosofi) och naturalism. Notera att båda dessa termer är mångtydiga; därför specificerar man ofta genom att benämna dem värderealism (vilket är det samma som värdeobjektivism) och värdenaturalism.
Värdesemantiken är den del av värdeteorin där man undersöker vad det är vi menar när vi säger att ett ting eller ett agerande är värdefullt eller ej. Som termer betecknande semantiska teorier ska naturalism och objektivism förstås innebära att värdeomdömen, det vill säga utsagor som anger att ett visst fenomen eller handlingssätt har ett visst moraliskt värde, är beskrivningar av faktiska sakförhållanden.
Värdeontologi är den del av värdeteorin som behandlar frågor om huruvida värden faktiskt existerar, på vilket sätt de i så fall existerar och om deras natur. De teorier som menar att värden existerar oberoende av oss kallas också för realistiska teorier. I ontologisk bemärkelse innebär alltså termerna naturalism och objektivism att det faktiskt finns objektiva värden, och att dessa finns i någontings naturliga egenskaper (naturalism) eller bortom dem (objektivism).
Notera att man kan vara semantisk realist utan att vara det ontologiskt, då är man misstagsteoretiker och menar att våra värdeomdömen faktiskt refererar till sakförhållanden men att de samtidigt är falska då sakförhållandena de refererar till inte föreligger.

### Moralisk verklighet
Värdeobjektivismen menar att de beskriver värden som inte kan reduceras till, eller härledas från, naturliga egenskaper. De flesta värdeobjektivister är dock av uppfattningen att värden supervenierar på naturliga egenskaper.

### Naturalism
Värdenaturalismen är dock en teori om att värdeomdömen egentligen beskriver naturliga eller empiriska sakförhållanden.
När man inom värdeteoretiska diskussioner talar om värdesubjektivism betecknar den en form av naturalism, nämligen den som menar att värdeomdömen syftar på de egna psykologiska förhållandena . Ibland vidgar man dock betydelsen av värdesubjektivism så att även teorier som emotivism (se nedan) inbegrips.
En annan mindre vanlig form av naturalism är den så kallade supernaturalismen som menar att värdepåståenden handlar om något som har sin grund i en övernaturlig verklighet, vanligen Gud. Enligt en vanlig variant så betyder "handlingen X är god" ungefär "handlingen X är i enlighet med Guds vilja".

## Irrealism
Värdeontologi är den del av värdeteorin som behandlar frågor om huruvida värden faktiskt existerar, de som förnekar detta kallas också för icke-realistiska irrealistiska eller värdenihilistiska. I ontologisk bemärkelse innebär alla irrealistiska termer att det inte existerar objektiva värden oberoende av oss. Stödet inom den vetenskapliga världen för irrealistiska ståndpunkter är svagare än det var under början och mitten av 1900-talet. 
Lars Bergström betonar i Grundbok i värdeteori (2004) den semantiska skillnaden mellan vad han kallar den självbiografiska naturalismen och expressivismen. För att illustrera skillnaden kan man ta ett värdeomdöme som exempel. Vad man enligt den självbiografiska naturalismen gör när man uttalar värdesatsen "George Bush är en bra person", är att man beskriver sin egen inställning till George Bush. Enligt expressivismen uttrycker däremot satsen den egna inställningen. Det är alltså en teori som rent semantiskt är realistisk, men som ontologiskt kan förstås som icke-realistisk.

### Nonkognitivism
Det finns två icke-realistiska huvudströmningar som båda två brukar gå under benämningen "non-kognitivism" eller "expressivism", dessa är emotivism och preskriptivism. Teorierna emotivism och preskriptivism har det gemensamt att de hävdar att värdeomdömen egentligen endast är uttryck för inställningar och har alltså inget egentligt sanningsvärde. 
Enligt emotivismen uttrycker värdeomdömen känslor eller attityder. Satsen "Han är en god människa" skulle enligt emotivisten ungefär kunna översättas till "Hurra för honom". Emotivism kallas ofta för värdenihilism i Sverige, men värdenihilismen kan också syfta på annat. Kända emotivister är svensken Axel Hägerström, britten Alfred Jules Ayer och amerikanen Charles Leslie Stevenson. 
Enligt preskriptivismen är värdeomdömen uttryck för uppmaningar, s.k. "imperativ". Satsen "Han är en god människa" ska enligt preskriptivisten förstås uttrycka en uppmaning såsom "Lev som han gör!" eller någonting liknande. Den främsta företrädaren för preskriptivismen är den brittiske filosofen Richard Hare.

### Kants idealism
Ett av de kändaste irrealistiska alternativen till nonkognitivismen är Immanuel Kants idealism. Kant menar att världen-i-sig är oåtkomlig för oss, men att vi ändå, med hjälp av vårt förnuft, kan nå en moralisk sanning. Kant förnekar med andra ord att det finns, eller snarare att vi någonsin kan veta om det finns, objektiva värden, men att vi ändå kan komma fram till en moralisk sanning genom att reflektera över förnuftets natur.

## Kvasirealism och andra svårdefinierade teorier
I vissa fall är det svårt att definiera värdeteoretiska teorier som antingen realistiska eller irrealistiska. Ett exempel på en sådan teori är Simon Blackburns kvasirealism, som inte uttalar sig om någon moralisk verklighet rent ontologiskt.
Om vi medger att våra åsiktsmängder inte är ofelbara och att vi faktiskt kan förbättra våra enskilda värderingar medger vi enligt Blackburn att det finns åsiktsmängder som är bättre än de vi redan har. Detta, i sin tur, är att medge möjligheten av en ”idealisk åsiktsmängd”. Värdeomdömen kan alltså anses vara sanna eller falska om de svarar till någon av värderingarna i denna hypotetiska "ideala åsiktsmängd".

## Förhållandet mellan delområdena
Ofta hänger semantiska, metafysiska och kunskapsteoretiska teorier ihop. Den som är realist i semantiken är vanligen även realist i metafysiken, samt kognitivist i kunskapsteorin. Ett undantag är dock John Mackie, som med sin "misstagsteori" (error theory) kombinerar semantisk realism med metafysisk icke-realism. När vi fäller moraliska omdömen gör vi enligt honom anspråk på att uttala oss om en av oss oberoende moralisk verklighet. Det moraliska språket har därmed en realistisk funktion. Dock finns det enligt Mackie ingen sådan verklighet, varför vi systematiskt misstar oss i vårt moraliska språk. På så vis kan kognitivismen vara realistisk rent semantiskt, men även icke-realistiskt rent ontologiskt. När den semantiska naturalismen är icke-realistisk rent ontologiskt brukar den kallas för reduktionism.